# Discografia di Beck
Questa voce contiene la discografia del cantautore, produttore e polistrumentista statunitense Beck.

## Album

### Album in studio
- 1993 – Golden Feelings (Sonic Enemy)
- 1994 – Stereopathetic Soulmanure (Flipside)
- 1994 – Mellow Gold (DGC)
- 1994 – One Foot in the Grave (K)
- 1996 – Odelay (DGC)
- 1998 – Mutations (DGC)
- 1999 – Midnite Vultures (DGC)
- 2002 – Sea Change (Geffen)
- 2005 – Guero (Interscope)
- 2006 – The Information (Interscope)
- 2008 – Modern Guilt (Interscope)
- 2014 – Morning Phase (Capitol)
- 2017 – Colors (Capitol)
- 2019 - Hyperspace (Capitol)

### Album di remix
- 2005 – Guerolito (Interscope)

### Raccolte
- 2000 – Stray Blues (Geffen)

## Extended play
- 1994 – A Western Harvest Field by Moonlight (Fingerpaint)
- 2001 – Beck (DGC)
- 2005 – Hell Yes (Interscope)

## Singoli
- 1994 – MTV Makes Me Want to Smoke Crack
- 1994 – Loser
- 1994 – Pay No Mind (Snoozer)
- 1994 – Beercan
- 1995 – It's All in Your Mind
- 1996 – Where It's At
- 1996 – Devils Haircut
- 1997 – The New Pollution
- 1997 – Sissyneck
- 1997 – Jack-Ass
- 1997 – Deadweight
- 1998 – Tropicalia
- 1999 – Cold Brains
- 1999 – Nobody's Fault but My Own
- 1999 – Sexx Laws
- 2000 – Mixed Bizness
- 2000 – Nicotine & Gravy
- 2002 – Lost Cause
- 2002 – Guess I'm Doing Fine
- 2005 – E-Pro
- 2005 – Girl
- 2005 – Hell Yes
- 2006 – Nausea
- 2007 – Think I'm in Love
- 2007 – Timebomb
- 2008 – Chemtrails
- 2008 – Gamma Ray
- 2008 – Youthless
- 2009 – Green Light
- 2009 – Heaven Can Wait (con Charlotte Gainsbourg)
- 2011 – Let's Get Lost (con Bat for Lashes)
- 2012 – Looking for a Sign
- 2012 – I Just Started Hating Some People Today (con Jack White)
- 2013 – Defriended
- 2013 – I Won't Be Long
- 2014 – Blue Moon
- 2014 – Heart Is a Drum
- 2015 – Dreams
- 2016 – Wow
- 2017 – Dear Life
- 2017 – Up All Night

## Collaborazioni
- 1994 – con i The Jon Spencer Blues Explosion in Flavor, dall'album Orange
- 1998 – con AA. VV. nella colonna sonora del film Rugrats - Il film
- 2001 – con gli AIR nell'album 10 000 Hz Legend
- 2002 – con Marianne Faithfull nell'album Kissin Time
- 2002 – con i Pearl Jam in Sleepless Nights
- 2003 – con Macy Gray in It Ain't the Money, dall'album The Trouble with Being Myself
- 2005 – con AA. VV. nel singolo Do They Know It's Hallowe'en
- 2008 – con Sia nell'album Some People Have Real Problems
- 2009 – con Charlotte Gainsbourg nell'album IRM
- 2010 – con Jamie Lidell nell'album Compass
- 2011 – con The Lonely Island nell'album Turtleneck & Chain
- 2011 – con Thurston Moore nell'album Demolished Thoughts
- 2015 – con Nate Ruess nell'album Grand Romantic
- 2015 – con i The Chemical Brothers nell'album Born in the Echoes